# 高木啓
髙木 啓（たかぎ けい、1965年3月16日 - ）は、日本の政治家。自由民主党所属の衆議院議員（3期）。
祖父は元北区長高木惣市、父は元東京都議会議員の高木信幸。
北区議会議員（3期）、東京都議会議員（3期）、都議会自民党幹事長、外務大臣政務官などを歴任した。

## 経歴
東京都北区生まれ。北区立十条台小、十条中、立教高校を経て、立教大学社会学部卒業。その後、民社党職員を務めた。
1991年（平成3年）、北区議会議員選挙に立候補し、初当選（2607票）。議会運営委員長、防災対策特別委員長などを歴任。
2001年（平成13年）6月、北区議会議員を辞職し、第15回東京都議会議員選挙北区選挙区（定数4）に無所属で出馬し、18,875票を獲得するも次点で惜敗。
2005年（平成17年）7月、第16回東京都議会議員選挙で花川與惣太（2003年4月から北区長）の後任として、自由民主党から立候補。24,133票を獲得し、北区選挙区第3位で都議会議員に初当選。
2009年（平成21年）7月、第17回東京都議会議員選挙で33,516票を獲得し、北区選挙区第2位で再選。
2013年（平成25年）6月、第18回東京都議会議員選挙で33,918票を獲得、北区選挙区第1位で3期目の当選。都議会では、財政委員長、経済港湾委員会副委員長、総務委員会副委員長、議会運営委員長などを歴任。また、都議会自民党副幹事長、政調会長代行、政調会長などを務める。
2016年（平成28年）8月1日、東京都議会自由民主党幹事長に就任。
2017年（平成29年）7月、第19回東京都議会議員選挙では、北区選挙区が定数4から3に減った中、29,135票を獲得するも北区選挙区第4位次点で惜敗。
同年10月、第48回衆議院議員総選挙に比例東京ブロックより単独25位で立候補し、初当選。東京都議会自由民主党特別顧問、自由民主党北区総支部長。
2017年（平成29年）8月、株式会社ユニバーサルサービス（総合コンサルティング会社）を創業し、代表取締役に就任。北区少林寺拳法連盟会長なども務める。
2018年（平成30年）9月27日、細田派に入会。
2021年（令和3年）10月、第49回衆議院議員総選挙に比例東京ブロックより単独1位で立候補し、再選。
2023年（令和5年）7月19日、自民党より、次期総選挙となる第50回衆議院議員総選挙で、東京12区の支部長に選任した事が発表された。2024年（令和6年）10月に行われた同選挙では、日本維新の会の阿部司らを破り、初の小選挙区での当選を決めた。

## 政策・主張

### 憲法
- 憲法改正について、2021年のアンケートで「賛成」と回答[13]。
- 改正すべき項目として「自衛隊の保持を明記する」「教育の充実に向けた環境整備を行う旨を明記する」「各都道府県から必ず1人は参議院議員を選出するよう明記する」「緊急事態に関する条項を新設する」と主張[13]。
- 憲法を改正し緊急事態条項を設けることについて、2021年の毎日新聞社のアンケートで「賛成」と回答[14]。

### 外交・安全保障
- 「他国からの攻撃が予想される場合には敵基地攻撃もためらうべきではない」との問題提起に対し、2021年のアンケートで「賛成」と回答[13]。
- 「北朝鮮に対しては対話よりも圧力を優先すべきだ」との問題提起に対し、2021年のアンケートで「賛成」と回答[13]。
- 普天間基地の辺野古移設について、2021年のアンケートで「賛成」と回答[13]。

### ジェンダー
- 選択的夫婦別姓制度の導入について、2021年のアンケートで「反対」と回答[13]。
- 2021年1月、選択的夫婦別姓の導入反対を求める文書を地方議会議長に郵送した（後述）[15]。
- 同性婚を可能とする法改正について、2021年のアンケートで「反対」と回答[13]。
- 「LGBTなど性的少数者をめぐる理解増進法案を早期に成立させるべきか」との問題提起に対し、2021年のアンケートで「どちらとも言えない」と回答[13]。
- クオータ制の導入について、2021年の毎日新聞社のアンケートで「反対」と回答[14]。

### その他
- 森友学園を巡る公文書改竄問題で、財務省が開示を拒んでいた「赤木ファイル」が2021年6月22日、大阪地裁の命令によって公開された[16]。国の対応をどう考えるかとの問いに対し、2021年の毎日新聞社のアンケートで「これ以上、調査や説明は必要ない」と回答[14]。
- 「消費税0％の検討」を掲げた『国民を守るための「真水100兆円」令和2年度第2次補正予算に向けた提言』に賛同した[17]。

## 人物

### 旧統一教会との関係
ジャーナリストの鈴木エイトが作成した「旧統一教会関連団体と関係があった現職国会議員168人」によれば、旧統一教会関連団体との関係について、2018年から2019年にかけて、自民党東京都衆院比例区第3支部が世界平和女性連合に会費15000円を支出しており、教団関連会合に秘書が2回出席していたとされる。

### その他
- 2021年（令和3年）1月30日、高木ら自民党国会議員有志50人は、47都道府県議会議長のうち同党所属の約40人に、選択的夫婦別姓の導入に賛同する意見書を採択しないよう求める文書を郵送した。地方議員や市民団体は、地方議会の独立性を脅かす行為だとして高木らを批判した[15][19][20][21][22]。

## 所属団体・議員連盟
- 日本の尊厳と国益を護る会(事務局長)[23]
- 日本の未来を考える勉強会[24]

## 著書
- 『いま、何を改革し、何を守るのか ～北区から東京へ、未来をひらく挑戦～』（2005年2月）

## 選挙歴
| 当落 | 選挙                     | 執行日         | 年齢 | 選挙区           | 政党       | 得票数    | 得票率 | 定数 | 得票順位 /候補者数 | 政党内比例順位 /政党当選者数 |
| ---- | ------------------------ | -------------- | ---- | ---------------- | ---------- | --------- | ------ | ---- | ------------------ | ---------------------------- |
| 当   | 1991年北区議会議員選挙   | 1991年4月      | 26   | ーー             | ーー       | ーー票    | ーー   | ー   | ー/ー              | /                            |
| 当   | 1995年北区議会議員選挙   | 1995年4月      | 30   | ーー             | ーー       | ーー票    | ーー   | ー   | ー/ー              | /                            |
| 当   | 1999年北区議会議員選挙   | 1999年4月25日  | 34   | ーー             | 無所属     | 3875票    | ーー   | 46   | 3/56               | /                            |
| 落   | 2001年東京都議会議員選挙 | 2001年6月24日  | 36   | 北区選挙区       | 無所属     | 1万8892票 | ーー   | 4    | 5/5                | /                            |
| 当   | 2005年東京都議会議員選挙 | 2005年7月3日   | 40   | 北区選挙区       | 自由民主党 | 2万4133票 | ーー   | 4    | 3/6                | /                            |
| 当   | 2009年東京都議会議員選挙 | 2009年7月12日  | 44   | 北区選挙区       | 自由民主党 | 3万3516票 | ーー   | 4    | 2/5                | /                            |
| 当   | 2013年東京都議会議員選挙 | 2013年6月23日  | 48   | 北区選挙区       | 自由民主党 | 3万3918票 | ーー   | 4    | 1/7                | /                            |
| 落   | 2017年東京都議会議員選挙 | 2017年7月2日   | 52   | 北区選挙区       | 自由民主党 | 2万9135票 | ーー   | 3    | 4/5                | /                            |
| 当   | 第48回衆議院議員総選挙   | 2017年10月22日 | 52   | 比例東京ブロック | 自由民主党 | ーー票    | ーー   | 17   | /                  | 6/6                          |
| 当   | 第49回衆議院議員総選挙   | 2021年10月31日 | 56   | 比例東京ブロック | 自由民主党 | ーー票    | ーー   | 1    | /                  | 1/6                          |
| 当   | 第50回衆議院議員総選挙   | 2024年10月27日 | 59   | 東京都第12区     | 自由民主党 | 6万8878票 | 33.25% | 1    | 1/4                | /                            |